# 뉴욕라디오코리아
뉴욕라디오코리아는 미국 뉴욕의 롱 아일랜드 시티에 방송 라이센스를 가지고 있으며, 뉴욕 대도시권을 권역으로 하는 한국어 라디오 방송이다. 방송 스튜디오는 플러싱에 위치해 있다. 브랜드명으로 'KRB'이라고도 부른다.
뉴욕라디오코리아는 1997년 1월에 AM 930kHz, 콜사인 WPAT로 개국하였으며, 이후 1998년 2월 AM 1480kHz, 콜사인 WZRC, 2004년 2월 1일부터 2014년 12월 31일까지 AM 1660kHz을 거쳐 2015년부터 현재 주파수 FM 87.7 MHz와 콜사인을 가지게 되었다.

## 채널 정보
- 주파수 FM 87.7MHz, 콜사인 WNYZ-LP, 출력 3kW